# Hanne Friis
Hanne Friis (geboren 1972 in Oslo) ist eine norwegische bildende Künstlerin, deren Besonderheit sinnlich-abstrakte, überdimensionierte Textilskulpturen sind.

## Werdegang
Hanne Friis absolvierte ihre künstlerische Ausbildung an der Kunstschule in Bergen, an der Myndlista- og Handidaskòli in Reykjavik (Island) sowie von 1992 bis 1996 in den Fächern Malerei und Bildhauerei an der Akademie der Bildenden Künste Trondheim.

## Leben und Wirken
Friis wandte sich danach der Arbeit mit textilen Materialien zu und hat im Laufe der Jahre mit ihren textilen Skulpturen eine eigene künstlerische Arbeitsweise und Sichtweise auf Bildhauerei geschaffen. Bevorzugt verwendete Materialien sind Seidenstoffe, Samt, Latex, Gummi und Gore-Tex, die sie zuvor einem aufwändigen Färbeprozess mit Material von Bäumen, Pilzen und Pflanzen unterzieht. In Handarbeit formt und faltet Hanne Friis ihr Material und verarbeitet es mit Nadel und Nylonfaden in Handstichtechnik. Ihre organisch wirkenden Arbeiten scheinen wie lebendige Skulpturen aus Wand und Boden zu wachsen. Zudem verändern ihre Skulpturen im Laufe der Zeit sowohl ihre Form als auch ihre Farbe.
„Soft Sculptures“ bezeichnet Hanne Friis ihre textilen Skulpturen, mit denen sie herkömmliche Vorstellungen von festen, unveränderlichen Objekten infrage stellt. Sie beschreibt ihre bildhauerisches Ideen so: „Mein Bildhauer-Material ist Stoff. Ich forme ihn in sehr kompakte Formen – er ist meine Art von Ton.“
Künstlerische Arbeiten von Hanne Friis befinden sich in mehreren bedeutenden öffentlichen und privaten Sammlungen, unter anderem im Nationalen Kunstmuseum Oslo, im Nationalen Kunstgewerbemuseum Trondheim, im Art Council Norwegen sowie im norwegischen Parlament in Oslo.
Hanne Friis ist Mitglied im Verband norwegischer Textilkünstler, im Verband norwegischer Bildender Künstler und im Verband der norwegischen Bildhauer.

## Ausstellungen (Auswahl)

### Einzelausstellungen
- 2003: Connections. Tromsø Kunstforening, Tromsø, Norwegen
- 2007: Konservativen. Punkt Ø, Halden,
- 2016: Metamorphoses. Kunstnerforbundet, Oslo, Norwegen
- 2017: New Ornaments. ARTendal, Arendal, Norwegen
- 2018: Spiral. Trafo Kunsthalle, Asker, Norwegen
- 2019: Phases. Maria Wettergreen Galerie, Paris, Frankreich
- 2020: Nice to meet you. Seinäjoki Kunsthalle, Finnland
- 2024: FLOM. Kode Art Museum, Bergen, Norwegen[3]
- 2024: Contemporary Craft. Hanne Friis. Museum für Kunst und Gewerbe Hamburg, Deutschland[4]

### Gruppenausstellungen
- 1995: Bergen Ginseng. Otto Plonk, Bergen, Norwegen
- 1997: Diagnosis. Stavanger Kunstgesellschaft, Norwegen
- 2001: Treff. Kunstmuseum Bergen
- 2010: Post Fossil 21_21, Design Sight Gallery, Tokyo (Japan)
- 2013: Collect 2013, Saatchi Gallery London (England)
- 2015: Soft Monuments, Kode Art Museum Bergen (Norwegen)